# Питоефф, Саша
Саша́ Питое́фф (фр. Sacha Pitoëff; 11 марта 1920, Женева — 21 июля 1990, XIII округ Парижа) — французский актёр и театральный режиссёр. Запомнился, в частности, своим легендарным исполнением «Генриха IV» Пиранделло. Армянин по происхождению, сын Георгия Питоева. 
Сын Георгия и Людмилы Питоевых, сыграл «М», загадочного персонажа в фильме «В прошлом году в Мариенбаде» (фр. L’Année dernière à Marienbad) Алена Рене, а также Фредерика Жолио-Кюри в фильме «Горит ли Париж?» (фр. Paris brûle-t-il?).
Примечательный своим изможденным телосложением и худощавостью, Саша Питоефф также имел необычную дикцию и глубокий голос, который часто заставлял его играть тревожных персонажей на грани безумия (его телосложение сближает его с Лораном Терзиевым, с которым его часто путают).
Парижский театральный деятель 1960-х годов, он создал свою собственную театральную труппу, с которой поставил произведения Жана Жене, Ионеско, Уго Клауса, Роберта Музиля, Анны Лангфус и других. Также обновил часть репертуара своего отца, в том числе пьесы Антона Чехова «Чайка» с Роми Шнайдер, «Дядя Ваня», а также «Три сестры» в Театре Работы (Théâtre de l'Œuvre) в 1950-х годах. С 1961 по 1967 год он руководил Современным театром (Théâtre Moderne), правом пользования которым он обладал, и где он задействовал в том числе Роми Шнайдер и свою жену Люси Гарсия-Вилле. В 1967 году Питоефф добился своего величайшего успеха, поставив и сыграв «Генриха IV» Луиджи Пиранделло с Клод Жад, для которой это была первая значительная роль.
В кино он начал свою актёрскую карьеру в 1950-х годах в собрании киноновелл Клода Отан-Лара «Семь смертных грехов» (фр. Les Sept Péchés capitaux). Чаще всего Питоефф не выходит за рамки второстепенных ролей шпионов и убийц, таких как Джон Фелтон в фильме Бернарда Бордери «Три мушкетёра». В 1960-х и 70-х годах он появляется на французском телевидении в сериале «Кровавая кукла» Марселя Кравена или в ролях второго плана в сериале «Арсен Люпен». В конце своей карьеры он также играл в фильмах ужасов, таких как «Инферно».
Подчёркивая свою легенду неуправляемого актёра, который замечательно сыграл и поставил «Генриха IV» Пиранделло, Питоефф в конце жизни страдал от глубокой депрессии и вынужден был отказаться от театра и кино.
Саша Питоефф был преподавателем Школы драматического искусства на улице Бланш, среди его учеников были Жерар Депардьё, Нильс Ареструп, Жан-Роже Мило и другие.